# Imma cancanopis
Imma cancanopis är en fjärilsart som beskrevs av Edward Meyrick 1906. Imma cancanopis ingår i släktet Imma och familjen Immidae. Inga underarter finns listade i Catalogue of Life.